# Балтійська вулиця (Київ, Куренівка)
Балті́йська вулиця — зникла вулиця, що існувала в Подільському районі міста Києва, місцевість Куренівка. Пролягала від Сирецької вулиці до площі Фрунзе.

## Історія
Вулиця виникла в 1-й половині XX століття під назвою Церковний провулок. Назву Балтійська вулиця отримала 1952 року. 
Ліквідована 1977 року у зв'язку з переплануванням.
У 1977 році назву Балтійська вулиця набула Нова вулиця в промзоні Оболонь, пролягала від вулиці Семена Скляренка до вулиці Марка Вовчка.